# Messelobunodon schaeferi
Il messelobunodonte (Messelobunodon schaeferi) è un mammifero artiodattilo estinto, appartenente ai dicobunidi. Visse nell'Eocene medio (circa 47 milioni di anni fa) e i suoi resti fossili sono stati ritrovati in Germania.

## Descrizione
Grande più o meno quanto un odierno tragulo, Messelobunodon era un animale dalle forme leggere e dalla corporatura snella, dotato di lunghe zampe e di una lunga coda. Il cranio era piuttosto allungato e sottile, con denti molari a struttura bunodonte (come gli affini Dichobune e Aumelasia). Le zampe anteriori erano visibilmente più corte di quelle anteriori, ma comunque dalla struttura gracile e dai metacarpi allungati. Le zampe posteriori erano molto più lunghe e la tibia era di lunghezza superiore al femore. La coda era lunga e robusta, costituita da vertebre ben sviluppate. Erano presenti 26 vertebre presacrali (la condizione plesiomorfica per gli artiodattili), e l'osso sacro era formato da quattro vertebre, la prima dei quali era dotata di giuntura sacroiliaca. 

## Classificazione
Messelobunodon schaeferi venne descritto per la prima volta da Franzen nel 1980, sulla base di resti fossili molto ben conservati scoperti nel famoso giacimento di Messel, in Germania. Al genere Messelobunodon venne ascritta anche la specie M. ceciliensis, sulla base di fossili rinvenuti nella Geiseltal (Germania), ma questi resti sono stati in seguito attribuiti al genere Eurodexis.

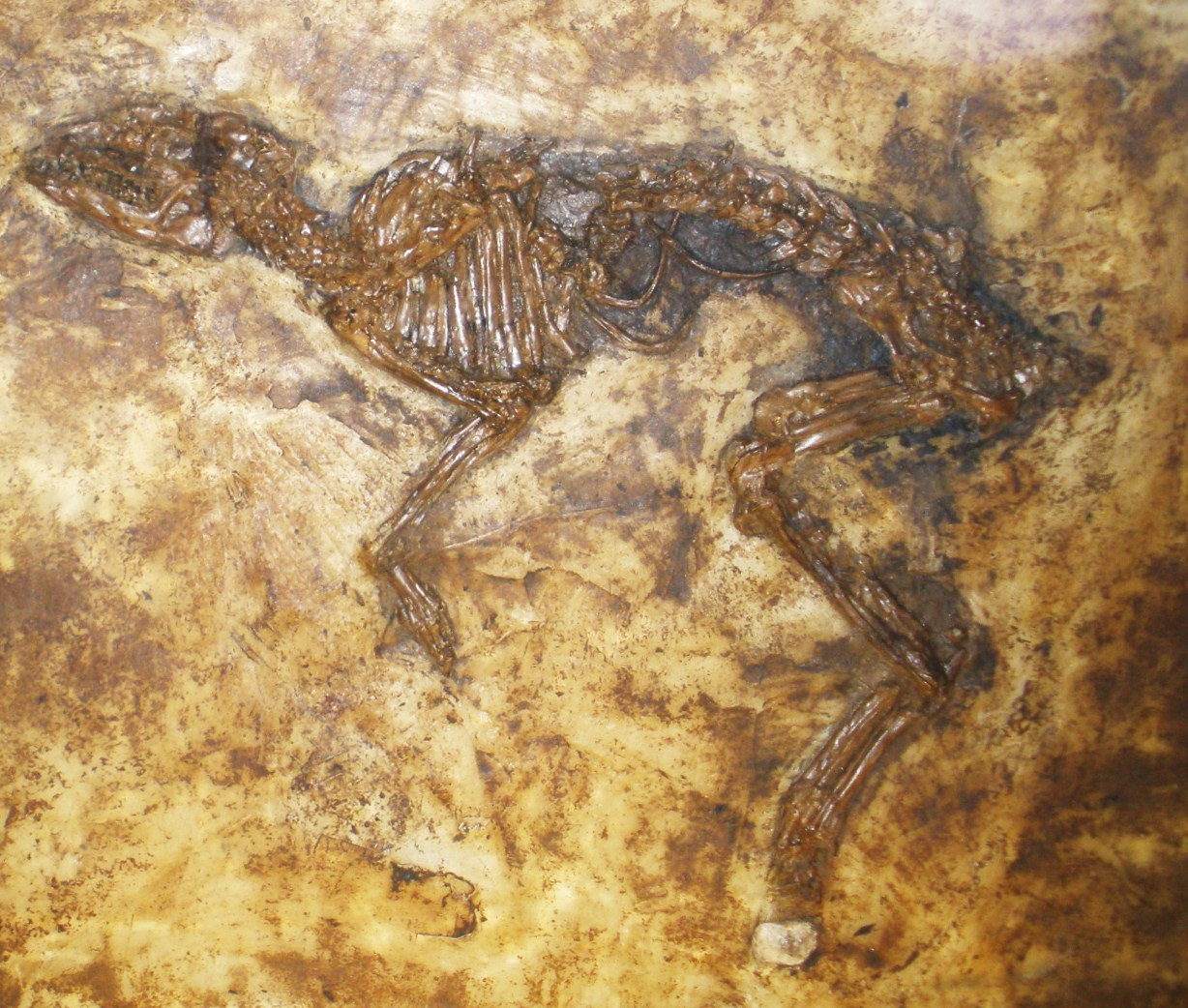
Fossile di Messelobunodon schaeferi

Messelobunodon è un tipico rappresentante dei dicobunidi (Dichobunidae), una famiglia di artiodattili arcaici tipici dell'Eocene. In particolare, Messelobunodon è una delle poche forme di cui si conosca lo scheletro completo ed è importante per comprendere la morfologia di questi animali. Lo scheletro di Messelobunodon indica che i dicobunidi erano dotati di uno scheletro assai simile a quello degli arcaici diacodexeidi (Diacodexeidae), gli artiodattili più primitivi e antichi, ma erano più specializzati nella corsa.

## Paleoecologia
Messelobunodon doveva essere un animale piuttosto veloce, che si affidava alla corsa per difendersi dai carnivori della sua epoca. Probabilmente si cibava di foglie tenere, ma potrebbe essersi nutrito di una varietà di organismi in modo molto simile agli odierni maiali; viveva lungo le rive di un lago in una foresta dal clima umido.